# L2 (Betriebssystem)

Logo von EUMEL

2. Logo von EUMEL

L2 (auch als EUMEL "Extendable Multi User Microprocessor ELAN-System" bekannt) ist ein 16-Bit-Betriebssystem, das 1979 von einem Team um Jochen Liedtke an der Universität Bielefeld entwickelt wurde.
Ursprünglich für den Prozessor Z80 geschrieben, wurde es später auf Intel-Architekturen portiert. Zusätzlich gab es Portierungen für den Z8000 (Olivetti M20), den Atari 520ST sowie den Commodore Amiga.
Hauptkonzepte des L2 sind seine Persistenz und die Mikrokernel-Architektur. Nachfolger des L2 sind L3 und L4.
Orthogonale Persistenz bedeutet, dass bei einem Ausfall der Stromversorgung lediglich einige Minuten verlorengehen und das System automatisch am letzten Prüfpunkt die Arbeit wieder aufnimmt. Dieser hocheffektive Schutzmechanismus wurde in das Betriebssystem L3 (32-Bit) übernommen, das u. a. beim TÜV Süd im Einsatz war.